# Abborrtjärnen (Arbrå socken, Hälsingland)
Abborrtjärnen är en sjö i Bollnäs kommun i Hälsingland och ingår i Norralaåns huvudavrinningsområde. Sjön är 7,3 meter djup, har en yta på 0,0731 kvadratkilometer och är belägen 254,2 meter över havet. Abborrtjärnen ligger i Grossjöberget Natura 2000-område.

## Delavrinningsområde
Abborrtjärnen ingår i det delavrinningsområde (681886-154393) som SMHI kallar för Mynnar i Norralaån. Medelhöjden är 259 meter över havet och ytan är 0,7 kvadratkilometer. Det finns inga avrinningsområden uppströms utan avrinningsområdet är högsta punkten. Vattendraget som avvattnar avrinningsområdet har biflödesordning 2, vilket innebär att vattnet flödar genom totalt 2 vattendrag innan det når havet efter 37 kilometer. Avrinningsområdet består mestadels av skog (90 procent). Avrinningsområdet har 0,07 kvadratkilometer vattenytor vilket ger det en sjöprocent på 10,3 procent.